# Cámara Federal de Economía de Austria
La Cámara Federal de Economía de Austria (en alemán: Wirtschaftskammer Österreich o WKO) coordina y representa los intereses de la comunidad empresarial de Austria en el ámbito nacional e internacional. 

## Afiliación
La afiliación es obligatoria para todas las empresas austriacas en funcionamiento con excepción de los productores rurales. Actualmente tiene más de 540.000 miembros activos en una o más de las siete "secciones" de la WKÖ: industria; oficios, artesanía y pequeñas empresas; comercio; transporte; industria del turismo y el ocio; banca y seguros, e información y consultoría.

## Política
La cúpula de la Cámara es elegida cada cinco años por todos los empresarios en elecciones indirectas (son elecciones directas dentro de las siete secciones del organismo). Los presidentes de la mayoría de las asociaciones empresariales de las secciones son afiliados a partidos políticos. Por ejemplo, el expresidente de la WKO Christoph Leitl ocupaba al mismo tiempo el cargo de presidente nacional del partido económico conservador Österreichischer Wirtschaftsbund, parte integrante del Partido Popular Austríaco (ÖVP). Desde el 18 de mayo de 2018, el presidente es Harald Mahrer, también integrante del Partido Popular Austríaco. 
La Cámara Federal de Economía de Austria es autosuficiente en términos financieros, incluyendo los gastos por las 110 oficinas comerciales de Austria en el exterior. Esto la hace totalmente independiente del Gobierno y le da un poder político considerable.

## Oficinas comerciales en el exterior
Las oficinas comerciales de Austria en el exterior son mantenidos totalmente por la Cámara Federal de Economía. El presidente de la Cámara Federal de Economía nombra a todos los consejeros comerciales de las embajadas de Austria en el exterior. Las oficinas comerciales de Austria, antes conocidas por la designación "Austrian Trade", usan desde enero de 2011 la denominación "AdvantageAustria". 